# Tramwaje w Winnicy

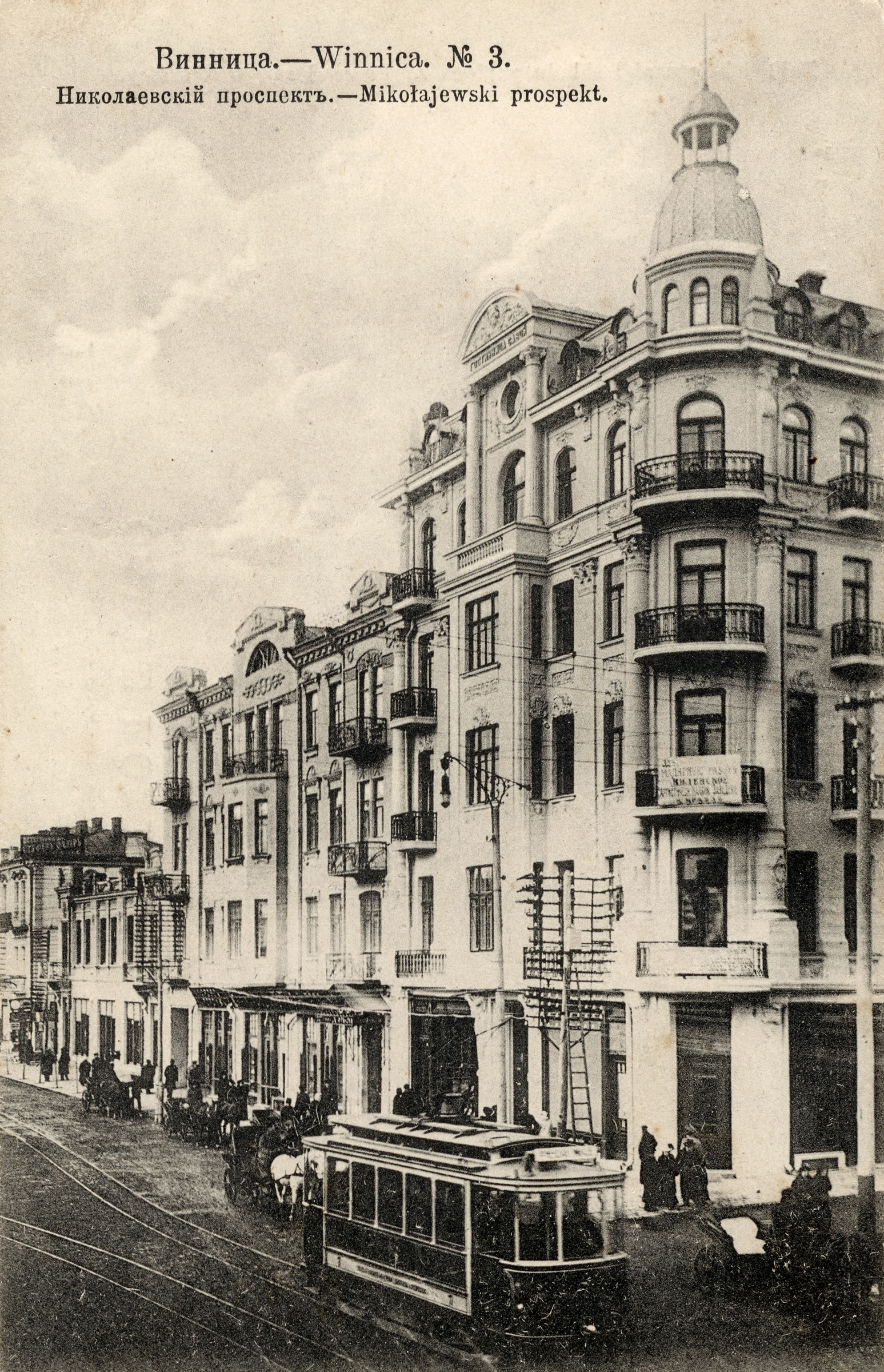
Tramwaj przed Hotelem Savoy przed I wojną światową

Tramwaje w Winnicy (ukr. Вінницький Трамвай) – system tramwajowy, działający w Winnicy od 1913. Rozstaw szyn wynosi 1000 mm, podobnie jak we Lwowie, Żytomierzu i Eupatorii. System obejmuje 21,2 km torów.
Pierwszy tramwaj elektryczny zbudowany został przez niemiecką firmę MAN AG i pojechał miejskimi ulicami 28 października 1913 roku. System działa nieprzerwanie, z wyjątkiem dwóch okresów: luty 1920 – 27 listopada 1921 i marzec 1944 – czerwiec 1945, a obie przerwy wiązały się z działaniami wojennymi.
W grudniu 2014 roku uruchomiono nowy odcinek torowiska o długości 2 km, łączący pętle Wiszenka i Barska szosa w zachodniej części miasta. Prace przygotowawcze podjęto w 2008 roku, potem wstrzymano i wznowiono w 2012 roku.

## Linie
Stan z 23 grudnia 2019 r.
| Linia | Trasa |
| ----- | --- |
|       | Zaliznycznyj wokzał ↔ Ełektromereża wuł. Batoźka – wuł. Striłećka (z powrotem: wuł. Akademika Janhela) – wuł. Zamostianśka – płoszcza Peremohy – wuł. Kociubynśkoho – wuł. Soborna – płoszcza Haharina – wuł. Pyrohowa                                           |
|       | Barśke szose ↔ Barśke szose Chmelnyćke szose – płoszcza Haharina – wuł. Pyrohowa – wuł. Kełećka – Wyszeńka – wuł. Stelmacha – Barśke szose i z powrotem (linia okrężna)                                                                                          |
|       | Ełektromereża ↔ Barśke szose wuł. Pyrohowa – wuł. Kełećka – Wyszeńka – wuł. Stelmacha |
|       | Zaliznycznyj wokzał ↔ Barśke szose wuł. Batoźka – wuł. Striłećka (z powrotem: wuł. Akademika Janhela) – wuł. Zamostianśka – płoszcza Peremohy – wuł. Kociubynśkoho – wuł. Soborna – płoszcza Haharina – Chmelnyćke szose                                         |
|       | Ełektromereża ↔ Barśke szose wuł. Pyrohowa – płoszcza Haharina – Chmelnyćke szose |
|       | Zaliznycznyj wokzał ↔ Barśke szose wuł. Batoźka – wuł. Striłećka (z powrotem: wuł. Akademika Janhela) – wuł. Zamostianśka – płoszcza Peremohy – wuł. Kociubynśkoho – wuł. Soborna – płoszcza Haharina – wuł. Pyrohowa – wuł. Kełećka – Wyszeńka – wuł. Stelmacha |

## Tabor
Większość taboru w czasie przynależności miasta do ZSRR stanowiły czechosłowackie tramwaje Tatra KT4. Zajezdnia tramwajowa znajduje się w pobliżu skrzyżowania autostrady i ulicy Chmielnickiego. W Winnicy od 2007 roku są eksploatowane tramwaje typu Be 4/4 Karpfen, a od 2008 r. tramwaje typu Be 4/6 Mirage, oba typy pochodzą z Zurychu. Niezmodernizowane tramwaje Tatra T4 wycofano z eksploatacji liniowej. W 2010 roku przebudowano jeden tramwaj Be 4/4 na wagon-kawiarenkę. 8 grudnia wysłano 5 tramwajów typu KT4SU do Żytomierza o numerach 153, 164, 169, 205 i 211; w Żytomierzu otrzymały numery odpowiednio od 39 do 43.
Stan z 23 grudnia 2019 r.
| Zdjęcie        | Typ            | Eksploatacja od | Liczba |
| -------------- | -------------- | --------------- | ------ |
|                | Be 4/4         | 2007            | 6      |
|                | Be 4/6         | 2008            | 73     |
|                | Tatra KT4SU    | 1981            | 4      |
|                | Tatra KT4C     | 2015            | 1      |
|                | Tatra T4UA     | 2016            | 5      |
|                | Tatra KT4UA    | 2016            | 4      |
| Łączna liczba: | Łączna liczba: | Łączna liczba:  | 93     |